# ناصر الخليفة
ناصر مبارك الخليفة مواليد 27 يونيو 1996 في السعودية، هو لاعب كرة قدم سعودي يلعب في نادي الترجي.

## مسيرة اللاعب
مثل نادي القادسية في الفئات السنية و أعير إلى نادي الخليج ونادي النهضة ونادي التقدم ونادي هجر ونادي الترجي.

## وصلات خارجية
- ناصر الخليفة على موقع Soccerway.com (الإنجليزية)
- ناصر الخليفة على موقع كووورة